# Quitus podocarpus
Quitus podocarpus är en insektsart som beskrevs av Christiane Amédégnato och Poulain 1994. Quitus podocarpus ingår i släktet Quitus och familjen Romaleidae. Inga underarter finns listade i Catalogue of Life.